# Olga Sukharnova
Olga Leonidovna Sukharnova (cirílico:Ольга Леонидовна Сухарнова) ( Perekhodinskoye , 14 de fevereiro de 1955) é uma ex-basquetebolista russa que integrou a Seleção Soviética Feminina que conquistou as Medalhas de Ouro disputadas no XXI Jogos Olímpicos de Verão realizados em 1976 na Cidade de Montreal, Canadá e nos XXII Jogos Olímpicos de Verão realizados em 1980 na cidade de Moscou.